# 31 (getal)
31 is het natuurlijke getal dat volgt op 30 en voorafgaat aan 32.

## In de wiskunde
Eenendertig is het derde mersennepriemgetal ({\displaystyle 2^{5}-1}) alsook een primoriaal priemgetal. Samen met negenentwintig, een ander primoriaal priemgetal, vormt het een priemtweeling. Omdat het een mersennepriemgetal is, is 31 gerelateerd aan het perfecte getal 496, omdat 496 = 25 − 1 × (25 − 1). 31 is de exponent van het achtste mersennepriemgetal (2147483647). 31 is ook het vierde gelukkige priemgetal (een 'gelukkig priemgetal' is een gelukkig getal dat tevens priemgetal is).
31 is een gecentreerd driehoeksgetal, een gecentreerd vijfhoeksgetal en gecentreerd tienhoeksgetal.
Bij 31 bereikt de Mertensfunctie een nieuw minimum van −4, een waarde waar deze functie niet meer onder komt tot 110.

## In de natuurwetenschappen
31 is
- Het atoomnummer van het scheikundige element gallium (Ga).

## Overig
31 is ook:
- Het aantal dagen in de maanden januari, maart, mei, juli, augustus, oktober en december.
- Het landnummer voor internationale telefoongesprekken naar Nederland.
- ISO 31 is de ISO-standaard voor hoeveelheden en eenheden.
- 31 Minutos, een Zuid-Amerikaans kinderprogramma.
- Het jaar 31 B.C., het jaar A.D. 31, 1931

## In het Nederlands
Eenendertig is een hoofdtelwoord.